# جاگاپاتی ببو
جاگاپاتی ببو متولد ماچیلیپاتنام و یک بازیگر هندی است که برای آثار او به‌طور عمده در سینمای تالیوود شناخته شده‌است. در ۲۵ سال زندگی حرفه ای، جاگاپاتی ببو در بیش از ۱۲۰ فیلم به نمایش گذاشته‌است و سه جایزه فیلم‌فیر و ۷ جایزه ناندی را دریافت کرده‌است. او با کارگردان‌های معروف مانند کی راغوندر رائو، اِی. اِم. رسنام، رام گوپال وارما،  کریشنا وامسی، اس.وی. کریشنا ردی، ای.وی.وی. ساتیانارایانا، گونا سخر، راداموهان، چاندرا سکهر یلتی، موهان راجا و جِی. دی. چیکریورثی کار کرده‌است.
از فیلم‌هایی که وی در آن نقش داشته‌است می‌توان به مرد ثروتمند، داستان‌های کوتاه، هدف، خوش آمدی، رقص، زنده‌باد ونکاتسایا، زخم، کتاب، رعد و برق، تقدیم به پدرم، سود، برنده، مسیر عشق، راده شیام، خرابکار، بیا، اوه ماه، برادر کسی عشق کسی، هتل استاد، عشق من جانکی، شاهد، حکیم بزرگ، آبهی و من، سالار: قسمت اول - آتش‌بس، حرمسرا، مبارزه با شمشیر، آنها دزد هستند و روسلان اشاره کرد.